# هنري بوشارد
هنري بوشارد (بالفرنسية: Henri Bouchard)‏ هو نقاش فرنسي، ولد في 13 ديسمبر 1875 في ديجون في فرنسا، وتوفي في 30 نوفمبر 1960 في باريس في فرنسا.

## وصلات خارجية
- هنري بوشارد على موقع أوليمبيديا (الإنجليزية)